# Lingua turca antica
Il turco antico  (anche turco antico orientale, turco orkhon, uiguro antico) è la prima forma di turco attestata, trovata a Göktürk e in iscrizioni uigure databile tra il VII e il XIII secolo d.C..
È il più antico esempio, attestato, di lingua del ramo sud-orientale (uiguriche) delle lingue turche, che si è evoluto nel moderno chagatai, uiguro e  Lingua yugur occidentale.
Le iscrizioni in cui è presente il turco antico scritte in diversi alfabeti-scritture tra cui la scrittura runiforme di Orkhon-Yenisei, l'alfabeto uiguro antico (una forma di alfabeto sogdiano), la scrittura Brāhmī, l'alfabeto manicheo, e la scrittura arabo-persiana.